# Микаел Норд
Микаел „Норд“ Андресън (на английски: Mikael 'Nord' Andersson) е шведски певец, китарист, композитор и музикален продуцент, роден през 1959 година.
Известен е със сътрудничеството си с продуцента Мартин Хансен. Те са собственици на музикалното студио „NordHansen Studio“, който се намира в Брома, Стокхолм, където те работят заедно, като продуценти след 1997 г. и издават 3 албума за финландската рок група „Расмус“ и Ана Джонсън за хит сингъла „We Are från“, както и саундтрака към Спайдър-Мен 2.
Андерсън е не само успешен като продуцент в студио, но и също така и с участията си на сцена с „Роксет“ и Бьорн Скифс. Започва да се интересува от музика, когато е на 12 години, след като участва в местни поп и рок групи.